# Simone Oppliger
Simone Oppliger (* 23. Juni 1947 in Renan; † 4. Mai 2006 in Cully) war eine Schweizer Fotografin.

## Werdegang
Simone Oppliger wurde am 23. Juni 1947 in Renan, Berner Jura, geboren. Ihr Vater war der Uhrenarbeiter René Oppliger, ihre Mutter war die Schneiderin Marcelle, geborene Beuret, mütterlicherseits italienischer Abstammung. Simone Oppliger wuchs im Berner Jura auf. Nach einer Fotografenlehre in Saint-Imier und der Tätigkeit als Laborantin im Centre-Photo für die Zeitungen 24 heures und La Tribune de Lausanne machte sie sich 1970 selbständig. 
Aufgrund ihrer ausgedehnten Reisen in Lateinamerika, Afrika und Vietnam schuf sie feinfühlige Reportagen, die sie in der Presse der Romandie und der Deutschschweiz publizierte. Während der Uhrenkrise dokumentierte sie in Text und Bild die Folgen der Krise im Jura und publizierte Quand nous étions horlogers. Mit dieser Veröffentlichung wurde sie als Fotografin bekannt. Nicht nur die Bilder, sondern auch ihr Text spiegelt ihre Nähe zur dargestellten Region im Jura. In ihrem Werk L’amour mortel zeigt sich ihre Auseinandersetzung mit dem Verhältnis von Schreiben und Fotografieren.
1972 zeigte ihre Ausstellung Fotos von Kindern in den Konfliktgebieten in Portugiesisch-Guinea, Peru und Vietnam. Diese Bilder zeugten von einer unmenschlichen, grausamen Realität. Zur Ausstellung gehörten auch Zitate und Texte von lateinamerikanischen Politikern. Obwohl die Bilder für sich selbst sprachen, regten die Texte zu einer vertieften Reflexion an. Ihre Ausstellung Le coeur et la terre, dialogue de la différence war 1994 im Musée de l’Elysée in Lausanne, in den Kunstmuseen in La Chaux-de-Fonds, in Chiasso und im Schweizer Kulturzentrum in Paris zu sehen.
Einen Namen machte sich Simone Oppliger auch als Herausgeberin. Mit einem Text von Vincent Philippe gab sie 1978 Le Jura République in der Edition 24 Heures und 1986 L’amour mortel (im Verlag P. M. Favre) und gemeinsam mit dem Musée de l'Elysée und dem Le Nouveau Cotidien 1994 Le coeur et la terre, enracinement et exil heraus.
Simone Oppliger war Mitglied der Association de Photographes Focale und Gründungsmitglied der Revue Intervalles. Sie starb am 4. Mai 2006 im Alter von 59 Jahren in Cully. Ende 2010 erschien die Monografie Simone Oppliger. Photographe, herausgegeben und mit einem Vorwort versehen von Édit Bianchi.
Simone Oppliger war verheiratet mit dem Medienschaffenden Jacques Pilet. Sie haben einen Sohn.

## Publikationen
- Enfants. Photographies de Simone Oppliger, Didier Deriaz et al. Atelier Image, Lausanne 1977.
- Quand nous étions horlogers: image-portrait de mon pays. Payot, Lausanne 1980, ISBN 978-2-601-00305-5.
- L'amour mortel. Pierre-Marce Favre, Publi SA, Lausanne 1986, ISBN 2-8289-0249-8.
- Le coeur et la terre : images et récits d'enracinement et d'exil (= Collection du Musée de l'Elysée, Lausanne). Le Nouveau Quotidien, Lausanne 1994, ISBN 2-940104-00-X.
- mit Christiane Perregaux, Yvan Leanza et Christine Détraz: Bons baisers de la Jonction. Slatkine, Genève 2000, ISBN 978-2-05-101836-4.
- Retour en 32 images. In: Petite suite Imérienne (= InterValles. Band 3). 1984, S. 43–64.
- Simone Oppliger. Photographe. Préface et édition scientifique d’Édith Bianchi, Textes de Michel Contat, Myriam Grobet Mettan et Jacques Pilet (textes de présentation). Entretien avec Charles-Henri Favrod. Bernard Campiche Éditeur, Orbe 2010, ISBN 978-2-88241-282-9.

## Preise und Ehrungen
- 1973: Eidgen. Bundesstipendium, für ihre Reportagen über Südamerika[2]
- 1978: Eidgenössisches Bundesstipendium, für ihre Reportage über den Jura[5]
- 1982: Preis des Kantons Bern, für Quand nous étions horlogers
- 1994: Preis des Kantons Bern[6]